# Indian Wells Open 2014 - Qualificazioni singolare maschile
Le qualificazioni del singolare  maschile dell'Indian Wells Open 2014 sono state un torneo di tennis preliminare per accedere alla fase finale della manifestazione. I vincitori dell'ultimo turno sono entrati di diritto nel tabellone principale. In caso di ritiro di uno o più giocatori aventi diritto a questi sono subentrati i lucky loser, ossia i giocatori che hanno perso nell'ultimo turno ma che avevano una classifica più alta rispetto agli altri partecipanti che avevano comunque perso nel turno finale.

## Giocatori

### Teste di serie
1. Somdev Devvarman (primo turno)
2. Dušan Lajović (qualificato)
3. David Goffin (ultimo turno, lucky loser)
4. Stéphane Robert (qualificato)
5. Paolo Lorenzi (qualificato)
6. Dominic Thiem (qualificato)
7. Guido Pella (ultimo turno)
8. Evgenij Donskoj (ultimo turno, lucky loser)
9. Jan Hájek (primo turno)
10. Paul-Henri Mathieu (qualificato)
11. Alex Kuznetsov (qualificato)
12. Wayne Odesnik (primo turno)

1. Andrej Martin (ultimo turno)
2. Peter Polansky (qualificato)
3. Wang Yeu-tzuoo (primo turno)
4. Thiemo de Bakker (primo turno)
5. Damir Džumhur (primo turno)
6. James Ward (ultimo turno, lucky loser)
7. Ruben Bemelmans (ultimo turno)
8. Illja Marčenko (primo turno)
9. Guilherme Clezar (primo turno)
10. Samuel Groth (qualificato)
11. Bobby Reynolds (ultimo turno)
12. Rik De Voest (ritirato)

### Qualificati
1. Daniel Muñoz de la Nava
2. Dušan Lajović
3. Daniel Kosakowski
4. Stéphane Robert
5. Paolo Lorenzi
6. Dominic Thiem

1. Peter Polansky
2. Samuel Groth
3. Robby Ginepri
4. Paul-Henri Mathieu
5. Alex Kuznetsov
6. John-Patrick Smith

### Lucky loser
1. David Goffin
2. James Ward

1. Evgenij Donskoj

## Tabellone

### Legenda
| - Q = Qualificato - WC = Wild card - LL = Lucky loser | - ALT = Alternate - SE = Special Exempt - PR = Protected Ranking | - w/o = Walkover - r = Ritirato - d = Squalificato |

### Sezione 1
|  | Primo turno | Primo turno             | Primo turno | Primo turno | Primo turno |  |  | Ultimo turno            | Ultimo turno            | Ultimo turno            | Ultimo turno | Ultimo turno |  |
|  |             |                         |             |             |             |  |  |                         |                         |                         |              |              |  |
|  | 1           | Somdev Devvarman        | 2           | 7           | 3           |  |  |                         |                         |                         |              |              |  |
|  |             | Daniel Muñoz de la Nava | 6           | 5           | 6           |  |  | Daniel Muñoz de la Nava | Daniel Muñoz de la Nava | Daniel Muñoz de la Nava | 6            | 6            |  |
|  |             | Greg Ouellette          | 6           | 2           | 6           |  |  | Greg Ouellette          | Greg Ouellette          | Greg Ouellette          | 1            | 3            |  |
|  | 15          | Wang Yeu-tzuoo          | 3           | 6           | 4           |  |  |                         |                         |                         |              |              |  |

### Sezione 2
|  | Primo turno | Primo turno        | Primo turno        | Primo turno | Primo turno |  |  | Ultimo turno | Ultimo turno    | Ultimo turno    | Ultimo turno | Ultimo turno |  |
|  |             |                    |                    |             |             |  |  |              |                 |                 |              |              |  |
|  | 2           | Dušan Lajović      | Dušan Lajović      | 6           | 6           |  |  |              |                 |                 |              |              |  |
|  |             | Thanasi Kokkinakis | Thanasi Kokkinakis | 3           | 3           |  |  | 2            | Dušan Lajović   | Dušan Lajović   | 6            | 6            |  |
|  |             | Miša Zverev        | Miša Zverev        | 65          | 5           |  |  | 19           | Ruben Bemelmans | Ruben Bemelmans | 2            | 4            |  |
|  | 19          | Ruben Bemelmans    | Ruben Bemelmans    | 7           | 7           |  |  |              |                 |                 |              |              |  |

### Sezione 3
|  | Primo turno | Primo turno       | Primo turno       | Primo turno | Primo turno |  |  | Ultimo turno | Ultimo turno      | Ultimo turno      | Ultimo turno | Ultimo turno |  |
|  |             |                   |                   |             |             |  |  |              |                   |                   |              |              |  |
|  | 3           | David Goffin      | David Goffin      | 6           | 7           |  |  |              |                   |                   |              |              |  |
|  |             | James McGee       | James McGee       | 2           | 6           |  |  | 3            | David Goffin      | David Goffin      | 3            | 2            |  |
|  |             | Daniel Kosakowski | Daniel Kosakowski | 6           | 6           |  |  |              | Daniel Kosakowski | Daniel Kosakowski | 6            | 6            |  |
|  | 16          | Thiemo de Bakker  | Thiemo de Bakker  | 1           | 2           |  |  |              |                   |                   |              |              |  |

### Sezione 4
|  | Primo turno | Primo turno     | Primo turno     | Primo turno | Primo turno |  |  | Ultimo turno | Ultimo turno    | Ultimo turno | Ultimo turno | Ultimo turno |  |
|  |             |                 |                 |             |             |  |  |              |                 |              |              |              |  |
|  | 4           | Stéphane Robert | Stéphane Robert | 6           | 6           |  |  |              |                 |              |              |              |  |
|  | WC          | Marcos Giron    | Marcos Giron    | 4           | 2           |  |  | 4            | Stéphane Robert | 7            | 63           | 6            |  |
|  | WC          | Clay Thompson   | Clay Thompson   | 64          | 6           |  |  | 23           | Bobby Reynolds  | 5            | 7            | 2            |  |
|  | 23          | Bobby Reynolds  | Bobby Reynolds  | 7           | 7           |  |  |              |                 |              |              |              |  |

### Sezione 5
|  | Primo turno | Primo turno              | Primo turno              | Primo turno | Primo turno |  |  | Ultimo turno | Ultimo turno   | Ultimo turno | Ultimo turno | Ultimo turno |  |
|  |             |                          |                          |             |             |  |  |              |                |              |              |              |  |
|  | 5           | Paolo Lorenzi            | Paolo Lorenzi            | 6           | 6           |  |  |              |                |              |              |              |  |
|  |             | Adrián Menéndez Maceiras | Adrián Menéndez Maceiras | 3           | 3           |  |  | 5            | Paolo Lorenzi  | 4            | 7            | 6            |  |
|  | PR          | Robert Kendrick          | 4                        | 6           | 3           |  |  | Alt          | Michael Shabaz | 6            | 64           | 2            |  |
|  | Alt         | Michael Shabaz           | 6                        | 1           | 6           |  |  |              |                |              |              |              |  |

### Sezione 6
|  | Primo turno | Primo turno     | Primo turno   | Primo turno | Primo turno |  |  | Ultimo turno | Ultimo turno    | Ultimo turno    | Ultimo turno | Ultimo turno |  |
|  |             |                 |               |             |             |  |  |              |                 |                 |              |              |  |
|  | 6           | Dominic Thiem   | Dominic Thiem | 7           | 6           |  |  |              |                 |                 |              |              |  |
|  |             | Matt Reid       | Matt Reid     | 64          | 1           |  |  | 6            | Dominic Thiem   | Dominic Thiem   | 6            | 6            |  |
|  | WC          | Nicolas Meister | 4             | 6           | 7           |  |  | WC           | Nicolas Meister | Nicolas Meister | 4            | 2            |  |
|  | 20          | Illja Marčenko  | 6             | 2           | 68          |  |  |              |                 |                 |              |              |  |

### Sezione 7
|  | Primo turno | Primo turno    | Primo turno    | Primo turno | Primo turno |  |  | Ultimo turno | Ultimo turno   | Ultimo turno | Ultimo turno | Ultimo turno |  |
|  |             |                |                |             |             |  |  |              |                |              |              |              |  |
|  | 7           | Guido Pella    | Guido Pella    | 7           | 6           |  |  |              |                |              |              |              |  |
|  |             | Daniel Garza   | Daniel Garza   | 5           | 2           |  |  | 7            | Guido Pella    | 4            | 6            | 1            |  |
|  |             | Steven Diez    | Steven Diez    | 1           | 0           |  |  | 14           | Peter Polansky | 6            | 3            | 6            |  |
|  | 14          | Peter Polansky | Peter Polansky | 6           | 6           |  |  |              |                |              |              |              |  |

### Sezione 8
|  | Primo turno | Primo turno     | Primo turno     | Primo turno | Primo turno |  |  | Ultimo turno | Ultimo turno    | Ultimo turno | Ultimo turno | Ultimo turno |  |
|  |             |                 |                 |             |             |  |  |              |                 |              |              |              |  |
|  | 8           | Evgenij Donskoj | Evgenij Donskoj | 6           | 6           |  |  |              |                 |              |              |              |  |
|  |             | Jesse Witten    | Jesse Witten    | 4           | 2           |  |  | 8            | Evgenij Donskoj | 7            | 65           | 4            |  |
|  | WC          | Stefan Kozlov   | Stefan Kozlov   | 3           | 4           |  |  | 22           | Samuel Groth    | 5            | 7            | 6            |  |
|  | 22          | Samuel Groth    | Samuel Groth    | 6           | 6           |  |  |              |                 |              |              |              |  |

### Sezione 9
|  | Primo turno | Primo turno     | Primo turno   | Primo turno | Primo turno |  |  | Ultimo turno    | Ultimo turno    | Ultimo turno    | Ultimo turno | Ultimo turno |  |
|  |             |                 |               |             |             |  |  |                 |                 |                 |              |              |  |
|  | 9           | Jan Hájek       | Jan Hájek     | 2           | 2           |  |  |                 |                 |                 |              |              |  |
|  |             | Robby Ginepri   | Robby Ginepri | 6           | 6           |  |  | Robby Ginepri   | Robby Ginepri   | Robby Ginepri   | 6            | 7            |  |
|  |             | Austin Krajicek | 6             | 3           | 7           |  |  | Austin Krajicek | Austin Krajicek | Austin Krajicek | 1            | 5            |  |
|  | 17          | Damir Džumhur   | 4             | 6           | 5           |  |  |                 |                 |                 |              |              |  |

### Sezione 10
|  | Primo turno | Primo turno         | Primo turno         | Primo turno | Primo turno |  |  | Ultimo turno | Ultimo turno       | Ultimo turno       | Ultimo turno | Ultimo turno |  |
|  |             |                     |                     |             |             |  |  |              |                    |                    |              |              |  |
|  | 10          | Paul-Henri Mathieu  | Paul-Henri Mathieu  | 6           | 6           |  |  |              |                    |                    |              |              |  |
|  | WC          | Raymond Sarmiento   | Raymond Sarmiento   | 4           | 2           |  |  | 10           | Paul-Henri Mathieu | Paul-Henri Mathieu | 6            | 6            |  |
|  |             | Theodoros Angelinos | Theodoros Angelinos | 0           | 64          |  |  | 18           | James Ward         | James Ward         | 2            | 3            |  |
|  | 18          | James Ward          | James Ward          | 6           | 7           |  |  |              |                    |                    |              |              |  |

### Sezione 11
|  | Primo turno | Primo turno               | Primo turno               | Primo turno | Primo turno |  |  | Ultimo turno | Ultimo turno   | Ultimo turno | Ultimo turno | Ultimo turno |  |
|  |             |                           |                           |             |             |  |  |              |                |              |              |              |  |
|  | 11          | Alex Kuznetsov            | Alex Kuznetsov            | 6           | 6           |  |  |              |                |              |              |              |  |
|  |             | Miguel Ángel Reyes Varela | Miguel Ángel Reyes Varela | 4           | 4           |  |  | 11           | Alex Kuznetsov | 65           | 7            | 6            |  |
|  |             | Tarō Daniel               | 6                         | 6           | 6           |  |  |              | Tarō Daniel    | 7            | 64           | 2            |  |
|  | 21          | Guilherme Clezar          | 7                         | 4           | 2           |  |  |              |                |              |              |              |  |

### Sezione 12
|  | Primo turno | Primo turno        | Primo turno   | Primo turno | Primo turno |  |  | Ultimo turno | Ultimo turno       | Ultimo turno       | Ultimo turno | Ultimo turno |  |
|  |             |                    |               |             |             |  |  |              |                    |                    |              |              |  |
|  | 12          | Wayne Odesnik      | 4             | 6           | 6(1)        |  |  |              |                    |                    |              |              |  |
|  |             | John-Patrick Smith | 6             | 3           | 7           |  |  |              | John-Patrick Smith | John-Patrick Smith | 6            | 7            |  |
|  |             | Daniel Cox         | Daniel Cox    | 3           | 4           |  |  | 13           | Andrej Martin      | Andrej Martin      | 3            | 5            |  |
|  | 13          | Andrej Martin      | Andrej Martin | 6           | 6           |  |  |              |                    |                    |              |              |  |